# Veltruby
Veltruby település Csehországban, a Kolíni járásban. Veltruby Ovčáry, Pňov-Předhradí, Velký Osek, Kolín és Nová Ves I településekkel határos. Lakosainak száma 1453 fő (2024. január 1.).

## Népesség
A település lakosságának változását az alábbi diagram mutatja:
| Lakosok száma | 889  | 1125 | 1346 | 1423 | 1323 | 1242 | 1397 | 1420 | 1435 | 1453 |
|               | 1869 | 1890 | 1921 | 1950 | 1980 | 2001 | 2017 | 2019 | 2022 | 2024 |